# Eishockey-Landesliga Bayern 2002/03
Die Eishockey-Landesliga Bayern 2002/03 wurde unter dem Dach des Bayerischen Eissportverbandes (BEV) organisiert und ist nach der Bayernliga (Regionalliga) eine der fünfthöchsten Spielklassen im deutschen Eishockey.

## Saisonverlauf
Durch die Aufstockung der Oberliga 2002/03 rückte die komplette Bayernliga eine Ligastufe höher und damit wurde auch die Landesliga ab dieser Saison wieder fünftklassig. Am Ende der Saison wurde über eine landesweite Playoff-Runde der Bayerische Landesligameister ermittelt.
Die Eishockey-Landesliga 2002/03 war die 55. Ausspielung dieser Liga. Meister und Aufsteiger wurde der TuS Geretsried 1b. Der Vizemeister Wanderers Germering konnte sich ebenfalls für die Bayernliga 2003/04 qualifizieren. Die Absteiger in die Bezirksliga waren der ESV Würzburg und ESV Türkheim.

### Modus
In der Saison 2002/03 wurde die Landesliga in vier Vorrundengruppen als Einfachrunde ausgespielt. Nach der Vorrunde qualifizierten sich die ersten vier Mannschaften aller Gruppen für die Zwischenrunde, während die Mannschaften ab Platz 5 jeder Gruppe an der Abstiegsrunde teilnahmen.
In der Zwischenrunde, die in zwei Gruppen zu je 8 Mannschaften als Einfachrunde ausgespielt wurde, konnten sich die Plätze ein und zwei jeder Gruppe für die  Playoffs qualifizieren. In den Playoffs wurde im Modus „Best of Two“ der Meister der Landesliga und zugleich Direktaufsteiger in die Bayernliga ausgespielt. Der Vizemeister war ebenfalls für die Bayernliga 2003/04 qualifiziert.
Nach der Abstiegsrunde, die wie die Zwischenrunde in zwei Gruppen zu sieben und acht Mannschaften als Einfachrunde ausgespielt wurde, mussten die jeweils Gruppenletzten in die Bezirksliga absteigen.

## Teilnehmer
Nicht mehr dabei waren die Auf- und Absteiger der Vorsaison. Neu hinzukamen der Deggendorfer SC, Absteiger aus der Oberliga, die Absteiger aus der Bayernliga und die Aufsteiger aus der Bezirksliga.

### Platzierungen Vorrunde
| Gruppe Nord | Gruppe West | Gruppe Ost | Gruppe Süd |
| --- | --- | --- | --- |
|  1. EV Pegnitz - 2. EHC 80 Nürnberg - 3. EV Regensburg 2 (A) - 4. SC Bad Kissingen - 5. EHC Regensburg - 6. EC Erkersreuth - 7. EHC Mitterteich - 8. ESV Würzburg |  1. Wanderers Germering - 2. EV Lindau (A) - 3. ECDC Memmingen - 4. ESV Buchloe - 5. EV Bad Wörishofen - 6. VfL Denklingen - 7. ESV Burgau 2000 - 8. ESV Türkheim |  1. EV Bruckberg - 2. Deggendorfer SC (A) - 3. ERC Regen - 4. ESC Vilshofen - 5. ESV Gebensbach - 6. EV Moosburg (A) - 7. EHC Straubing 1b - 8. ERC Ingolstadt 1b |  1. TuS Geretsried 1b (N) - 2. EC Bad Tölz 1b - 3. SC Forst - 4. DEC Frillensee - 5. ESV Bad Bayersoien - 6. TSV Schliersee - 7. SC Reichersbeuern |

Meisterrundenteilnehmer fett gedruckt  Gruppensieger (A) = Absteiger aus der Bayernliga, (N) = Neu in der Liga, (R) = Rückzug

### Platzierungen Meister- und Abstiegsrunde
| Meisterrunde Gr. A | Meisterrunde Gr. B | Abstiegsrunde Gr. A | Abstiegsrunde Gr. B |
| --- | --- | --- | --- |
| - 1. EV Pegnitz - 2. Deggendorfer SC - 3. EHC 80 Nürnberg - 4. ERC Regen - 5. EV Bruckberg - 6. ESC Vilshofen - 7. SC Bad Kissingen - 8. EV Regensburg 2 |  1. TuS Geretsried 1b  2. Wanderers Germering - 3. EC Bad Tölz 1b - 4. SC Forst - 5. EV Lindau - 6. ESV Buchloe - 7. ECDC Memmingen - 8. DEC Frillensee | - 1. EHC Straubing 1b - 2. EV Moosburg - 3. ESV Gebensbach - 4. EC Erkersreuth - 5. EHC Mitterteich  6. ERC Ingolstadt 1b (R) - 7. EHC Regensburg  8. ESV Würzburg | - 1. ESV Bad Bayersoien - 2. SC Reichersbeuern - 3. EV Bad Wörishofen - 4. TSV Schliersee - 5. VfL Denklingen - 6. ESV Burgau 2000  7. ESV Türkheim |

Playoffteilnehmer fett gedruckt, (R) = Rückzug  Bayerischer Meister und Aufsteiger  Bayerischer Vizemeister und Aufsteiger  Absteiger

### Meister-Playoffs 2002/03
Die Halbfinal- und Finalspiele wurden im Best-of-Two-Modus ausgetragen. 
|  | Halbfinale | Halbfinale          | Halbfinale        | Halbfinale | Halbfinale |                  |                     | Finale | Finale | Finale | Finale | Finale |
|  |            |                     |                   |            |            |                  |                     |        |        |        |        |        |
|  | A2         | Wanderers Germering | 2                 | 7          | 9          |                  |                     |        |        |        |        |        |
|  | A1         | EV Pegnitz          | 2                 | 6          | 8          |                  |                     |        |        |        |        |        |
|  | A1         | EV Pegnitz          | 2                 | 6          | 8          | A2               | Wanderers Germering | 1      | 4      | 5      |        |        |
|  |            |                     |                   |            |            | A2               | Wanderers Germering | 1      | 4      | 5      |        |        |
|  |            | B1                  | TuS Geretsried 1b | 4          | 6          | 10               |                     |        |        |        |        |        |
|  | B1         | B1                  | TuS Geretsried 1b | 4          | 6          | 10               | TuS Geretsried 1b   | 2      | 5      | 7      |        |        |
|  | B1         |                     |                   |            |            |                  | TuS Geretsried 1b   | 2      | 5      | 7      |        |        |
|  | B2         | Deggendorfer SC 1b  | 2                 | 4          | 6          |                  |                     |        |        |        |        |        |
|  | B2         | Deggendorfer SC 1b  | 2                 | 4          | 6          | Spiel um Platz 3 |                     |        |        |        |        |        |
|  |            |                     |                   |            |            |                  |                     |        |        |        |        |        |
|  | A1         | EV Pegnitz          | 2                 | 8          | 10         |                  |                     |        |        |        |        |        |
|  | B2         | Deggendorfer SC 1b  | 4                 | 4          | 8          |                  |                     |        |        |        |        |        |

- Meister mit Aufstiegsrecht TuS Geretsried 1b
- Vizemeister mit Aufstiegsrecht Wanderers Germering